# 湖南省民政厅
湖南省民政厅是中华人民共和国湖南省人民政府主管有关社会行政事务的组成部门。

## 部门领导

### 行政领导
- 厅长：曹忠平
- 副厅长：张自银、陈慈英、游劲民、蒋建华
- 一级巡视员：杨薇
- 二级巡视员：陈自力

### 党组领导
- 书记：曹忠平
- 纪检组长：谢卫国
- 成员：张自银、游劲民、蒋建华

## 组织机构

### 内设机构
- 办公室（加挂政策法规处）
- 民间组织管理处（省民间组织管理局）
- 优抚处
- 复员退伍军人安置处
- 救灾救济处
- 城市居民最低生活保障工作处
- 基层政权和社区建设处
- 区划地名处
- 社会福利和社会事务处
- 城市生活无着的流浪乞讨人员救助管理办公室
- 计划财务处
- 人事处
- 机关党委
- 纪检监察室
- 离退休人员管理服务办公室

### 挂靠机构
省老龄工作委员会办公室

### 直属事业单位
- 湖南民政厅信息中心
- 湖南省军队离退休干部管理办公室
- 湖南省革命烈士传编纂委员会办公室
- 湖南省革命老根据地经济开发促进会办公室
- 湖南省福利彩票发行中心（湖南省社会福利有奖募捐委员会办公室）
- 湖南省慈善总会办公室
- 湖南省荣军医院
- 湖南省假肢矫形康复中心
- 湖南省复员退伍军人接待转运站
- 湖南省救灾物资储备中心
- 湖南省收养管理服务中心
- 湖南民政厅机关后勤服务中心[1]

## 职责
1. 制订全省民政事业中、长期发展规划和年度计划，拟定民政工作的地方性法规和行政规章及政策，并负责组织实施和监督检查。
2. 负责全省性社团、跨市、州社团和涉外、涉港澳台社团的登记管理和年检工作；监督管理民政部委托的全国性社团；监督社团活动，查处社团组织的违法行为和未经登记而以社团名义开展活动的非法组织；负责社团基金会审批和监管；指导、监督市、州、县（市、区）社团的登记管理工作。
3. 负责全省性民办非企业单位的登记和年检工作；查处民办非企业单位的违法行为和未经登记的民办非企业单位；指导、监督市、州、县（市、区）民办非企业单位登记管理工作。
4. 组织指导拥军优属活动；审批、褒扬革命烈士；负责优抚对象和国家机关工作人员伤亡抚恤工作；指导优抚事业单位的管理；承担省拥军优属拥政爱民工作领导小组的日常工作。
5. 负责军队离退休干部、退伍义务兵、转业和退休士官、复员干部、军队无军籍退休（退职）职工的接收安置工作；指导军队离退休干部休养所、军供站、退伍军人接待站的建设与服务管理工作；指导全省军地两用人才的培训。
6. 组织、协调救灾工作，组织查核、统计和发布灾情；管理、分配救灾款物并监督使用；组织、指导救灾捐赠；指导救灾物资的储备和发放工作；指导灾民开展生产自救。
7. 负责全省城乡社会救助体系的建立，组织实施城乡居民最低生活保障制度、城乡医疗救助制度等，管理分配中央下拨的和省级的救助资金；审批全省性社会福利募捐义演等活动；指导社会救济工作。
8. 指导城乡基层政权建设工作；指导村民委员会民主选举、民主决策、民主管理和民主监督工作，推动村务公开和基层民主政治建设；指导城市居民委员会建设，制定社区工作及社区服务管理办法和促进发展的政策措施，推动社区建设。
9. 指导婚姻管理工作，倡导婚姻习俗改革，制定并监督实施婚姻服务机构管理办法；承办涉外婚姻登记工作。
10. 拟定行政区划总体规划，负责全省乡镇及其以上行政区划变更的审核、报批工作；承办与邻省行政区域边界的勘界、日常管理工作；协调、指导市、州、县（市、区）行政区域界线的勘定和管理及边界争议的调处工作。
11. 承办规定权限内地名命名、更名的审核报批等事项，规范全省地名标志的设置和管理；指导市、州、县（市、区）地名管理工作；组织建立和管理地名资料档案。
12. 拟定全省社会福利事业发展规划；指导社会福利事业单位建设管理工作；制订全省福利设施的标准，承担省级和涉外、涉港澳台、涉侨福利机构的认定审批工作，承担老年人、孤儿等特殊困难群体权益保护的行政管理工作；指导残疾人的权益保障工作；拟定社会福利生产的扶持保护政策；负责社会福利企业的认定审批。
13. 研究提出福利彩票发行规划、发行额度和管理办法；组织指导发行福利彩票；管理本级福利资金；指导、监督全省福利资金的管理使用。
14. 指导和监督实施国家有关殡葬改革法律、法规，推进殡葬改革。
15. 指导并监督实施国家有关儿童收养法律、法规；负责涉外收养登记工作，指导省内及涉侨、涉港澳台儿童收养工作。
16. 负责城市生活无着的流浪乞讨人员救助管理工作；指导全省救助站建设工作；协调流浪乞讨人员中特殊困难救助对象跨省（区、市）和本省内跨市（州）返乡工作。
17. 负责民政事业财务、国有资产管理和统计工作，指导、监督民政事业费的管理和使用。[1]

## 历任厅长
- 陈再励（1949年9月-1952年12月）
- 晏福生（1953年1月-1953年10月）
- 李越之（1953年11月-1954年6月）
- 谢竹峰（1954年7月-1965年4月）
- 王维（1965年5月-1968年9月）
- 苏林（1968年10月-1983年7月）
- 赵悌（1983年8月-1991年7月）
- 许岳松（1991年7月-1993年4月）
- 李定坤（1993年4月-2003年3月）
- 余长明（2003年3月-2013年4月）
- 段林毅（2013年4月-2017年1月）
- 唐白玉（2017年1月-2020年11月）
- 曹忠平（2020年11月-2023年11月）
- 黄东红（2023年11月-）